# Goffredo Parise

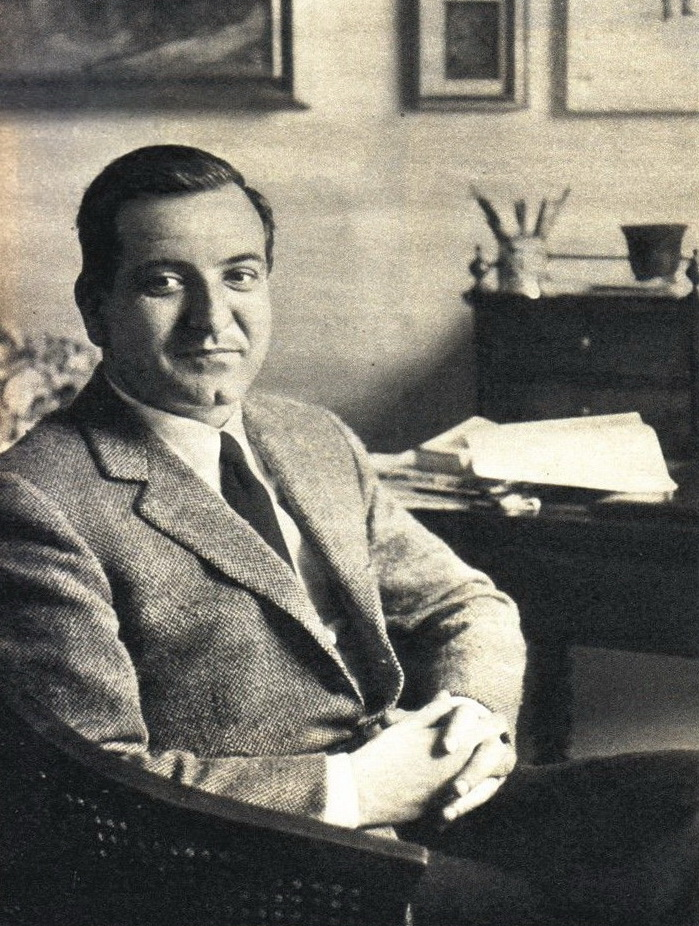
Goffredo Parise, 1965

Goffredo Parise (Vicenza, 1929. december 8. – Treviso, 1986. augusztus 31.) olasz író, újságíró és forgatókönyvíró. 1965-ben Viareggio-díjat kapott Il padrone (A főnök) című regényéért, 1982-ben pedig Strega-díjat a Sillabario n.2. című regényéért.

## Művei

### Szépirodalom
- Il ragazzo morto e le comete, Venezia, Neri Pozza, 1951.
- La grande vacanza, Venezia, Neri Pozza, 1953.
- Il prete bello, Milano, Garzanti, 1954.
- Il fidanzamento, Milano, Garzanti, 1956.
- Amore e fervore, Milano, Garzanti, 1959; Atti impuri címmel, Torino, Einaudi, 1973.
- Il padrone, Milano, Feltrinelli, 1965.
- Gli americani a Vicenza, Milano, All'insegna del pesce d'oro, 1966. Gli americani a Vicenza e altri racconti 1952-1965, Milano, A. Mondadori, 1987. ISBN 88-04-30092-2
- L'assoluto naturale, Milano, Feltrinelli, 1967.
- Il crematorio di Vienna, Milano, Feltrinelli, 1969.
- Sillabario n. 1, Torino, Einaudi, 1972.
- Sillabario n. 2, Milano, A. Mondadori, 1982.
- Arsenico, Treviso, Becco giallo, 1986. ISBN 88-85832-00-8
- I movimenti remoti, Macerata, Quodlibet, 1995; Roma, Fandango libri, 2007. ISBN 978-88-6044-030-3 (1948-ban íródott)
- L'odore del sangue, szerkesztette Cesare Garboli és Giacomo Magrini, Milano, Rizzoli, 1997, ISBN 88-17-66076-0 [scritto nel 1979]
- Sillabari veneti, Vicenza, Ronzani Editore, 2016. ISBN 978-88-94159-41-7
- La politica. Trotto leggero, in "Riga", n. 36, 2016. (befejezetlen regény)

### Ismeretterjesztő
- Un sogno improbabile, Vicenza, Libreria Galleria due Ruote, 1963.
- Cara Cina, Milano, Longanesi, 1966.
- Due, tre cose sul Vietnam, Milano, Libreria Feltrinelli, 1967; 1968.
- Biafra, Milano, Libreria Feltrinelli, 1968.
- Guerre politiche. Vietnam, Biafra, Laos, Cile, Torino, Einaudi, 1976.
- L'eleganza è frigida, Milano, Mondadori, 1982.
- New York, Venezia, Edizioni del Ruzante, 1977.
- Veneto barbaro di muschi e nebbie. Quattro racconti. Veneto barbaro di muschi e nebbie, Il ghetto di Venezia, Accadde a Cortina, La mia patria, Alberto Moravia és Nico Naldini írásaival, Bologna, Nuova Alfa, 1987,  ISBN 88-7779-028-8
- Un sogno improbabile. Comisso, Gadda, Piovene, Milano, Libri Scheiwiller, 1991. ISBN 88-7644-163-8
- Verba volant. Profezie civili di un anticonformista, Firenze, Liberal libri, 1998. ISBN 88-8270-001-1 (A Corriere della sera és a Panorama 1974-1975-ben már megjelent írásai.)
- Lontano, Cava de' Tirreni, Avagliano, 2002. ISBN 88-8309-087-X (A Corriere della sera-ban már megjelent írások, 1982-1983)
- Quando la fantasia ballava il «boogie», Milano, Adelphi, 2005. ISBN 88-459-1973-0

### Versek
- Poesie, kiválasztotta és bevezette: Silvio Perrella, Milano, Rizzoli, 1998, ISBN 88-17-67995-X
- Poesie, kétnyelvű kiadás, Maria-Josè Tramuta fordításában, bevezetővel és kommentárokkal Dalila Colucci-tól, Bruxelles, Cahiers de l'Hôtel de Galliffet, 2016.

### Összegyűjtött művek
- Sillabari, Milano: Mondadori «Oscar», 1984; Milano: Adelphi, 2004 e 2009.
- Opere, 2 voll., Collana I Meridiani, Milano: Mondadori, 1987-1989, a cura di Bruno Gallagher e Mauro Portello, con introduzione di Andrea Zanzotto(wd).

### Levelek
- Goffredo Parise e Neri Pozza(wd), Lettere, a cura di Fernando Bandini(wd), Vicenza: Erripiduevento, 1995
- Luigi Urettini (szerk), Lettere a Giovanni Comisso(wd), Lugo: Edizioni del Bradipo, 1995
- Caro Duddù, due lettere a Raffaele La Capria(wd), Milano: Exit e Lugo: Edizioni del Bradipo, 1999

### Magyarul megjelent
- A szép pap (Il prete bello) – Európa, Budapest, 1979 · ISBN 9630715589 · Fordította: Nemeskürty István
- A főnök (Il padrone) – Európa, Budapest, 1975 · ISBN 9630701014 · Fordította: Zsámboki Zoltán
- Tisztátlan cselekedetek (Amore e fervore) – Európa, Budapest, 1965 · Fordította: Telegdi Polgár István

## Válogatott filmjei
- Boccaccio '70(wd) (1962)
- La cuccagna(wd) (1962)
- Senilità(wd) (1962)
- Agostino(wd) (1962)
- Méhkirálynő (1963)
- La donna è una cosa meravigliosa (1964)
- Az én kis feleségem (1964)
- Oggi, domani, dopodomani(wd) (1965)

## Fordítás
- Ez a szócikk részben vagy egészben  a   Goffredo Parise című olasz Wikipédia-szócikk fordításán alapul.  Az eredeti cikk szerkesztőit annak laptörténete sorolja fel. Ez a jelzés csupán a megfogalmazás eredetét és a szerzői jogokat jelzi, nem szolgál a cikkben szereplő információk forrásmegjelöléseként.